# Wolgadeutsche

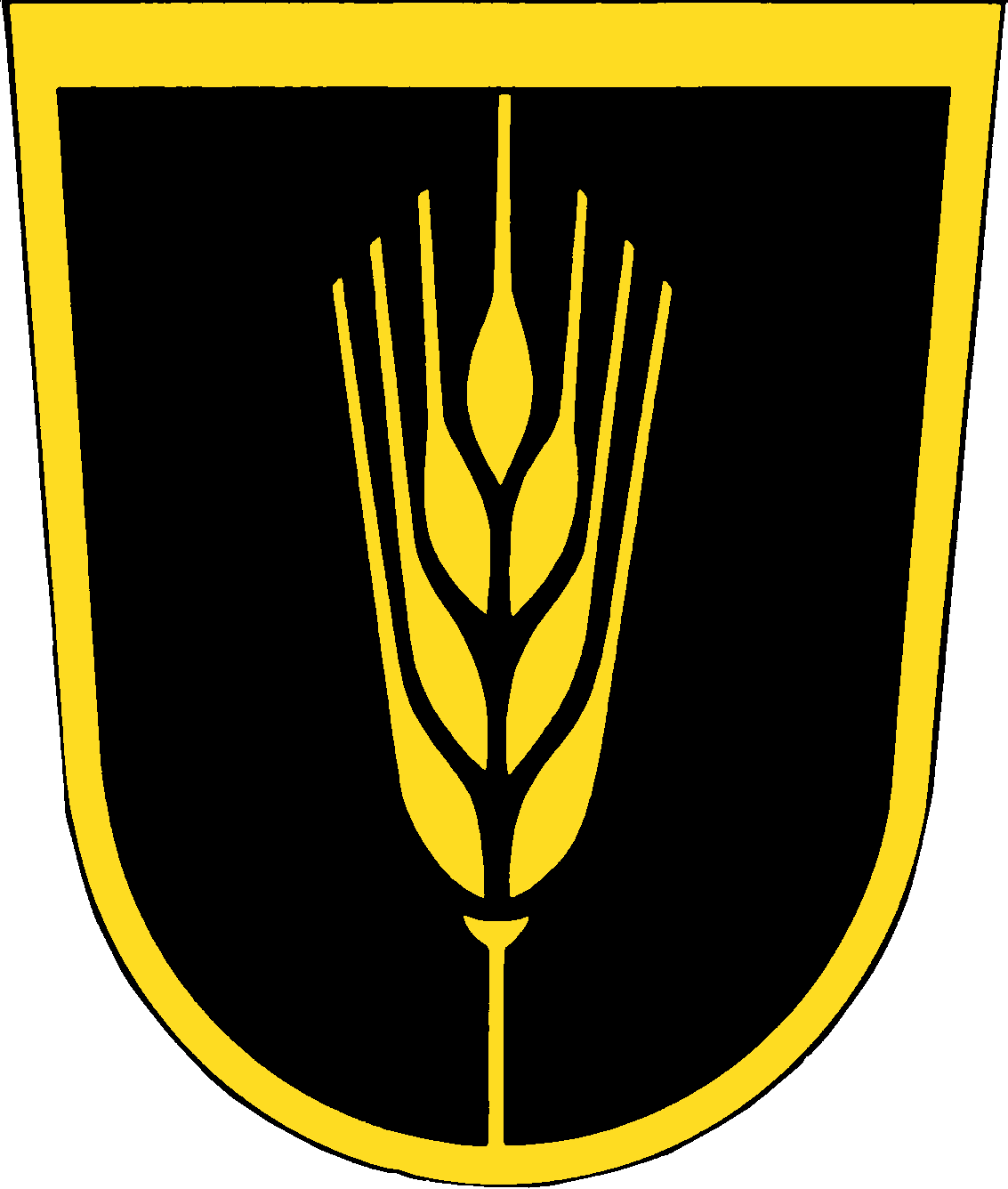
Wappen der Wolgadeutschen

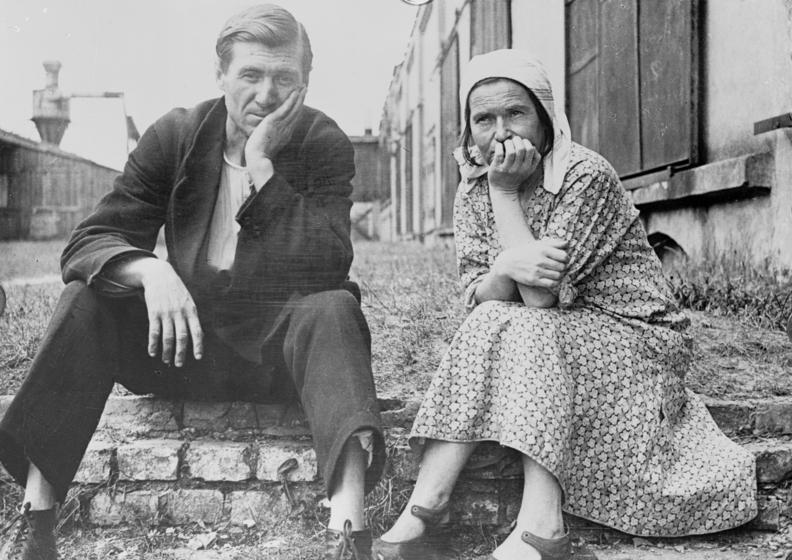
Bauernehepaar aus dem Wolgagebiet im Flüchtlingslager Schneidemühl, ca. 1920

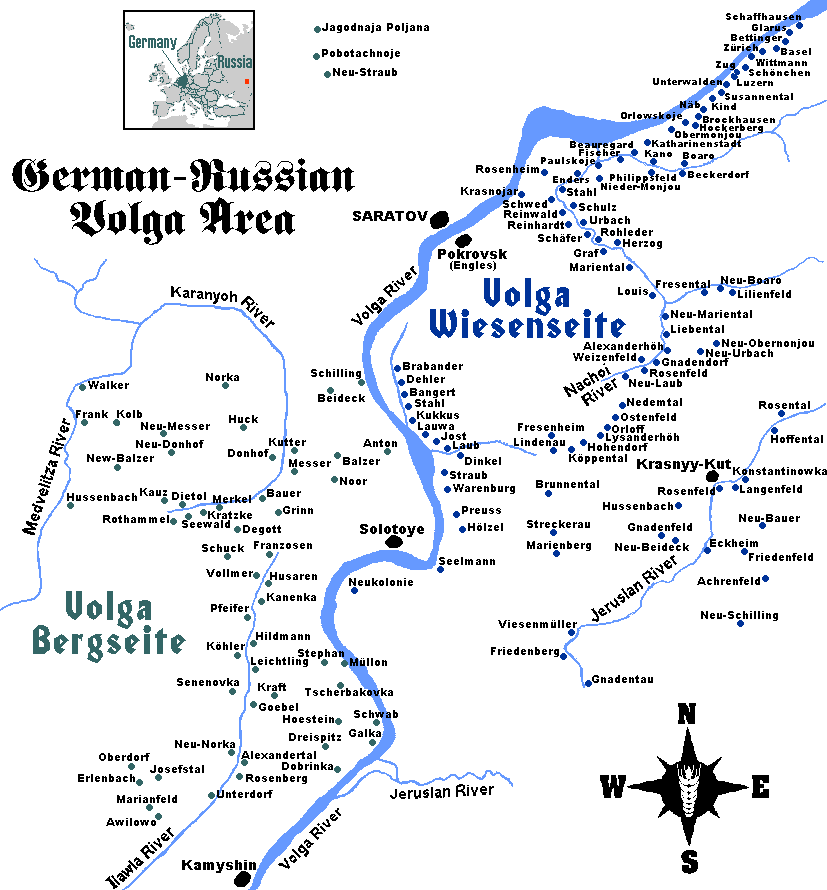
Wolgadeutsche Siedlungen

Wolgadeutsche (russisch Поволжские немцы oder немцы Поволжья, wiss. Transliteration Povolžskije nemcy / nemcy Povolž'ja) sind Nachkommen deutscher Einwanderer, die im Russischen Reich unter der Regierung Katharinas der Großen an der unteren Wolga ansässig wurden. In der Gesamtzahl der Russlanddeutschen bilden sie einen Anteil von einem Viertel. Das Zentrum der Wolgadeutschen war die Stadt Pokrowsk (seit 1931 Engels). Zwischen 1924 und 1941 waren sie innerhalb der Sowjetunion in der Wolgadeutschen Republik organisiert.

## Geschichte

Karte der ASSR der Wolgadeutschen

Die Siedler, die überwiegend aus Bayern, Baden, Hessen, der Pfalz und dem Rheinland kamen, folgten in den Jahren 1763 bis 1767 der Einladung der deutschstämmigen Zarin Katharina II. in ihr neues Siedlungsgebiet, wo sie 104 Dörfer gründeten. Sie wurden angeworben, um die Steppengebiete an der Wolga zu kultivieren und die Überfälle der Reitervölker aus den Nachbargebieten einzudämmen. Mit der Zeit entwickelten sie in dieser Region eine blühende Agrarwirtschaft mit Exporten in andere Regionen Russlands.
Im russischen Reich erhielten die deutschen Siedler einen politischen Sonderstatus, der das Recht auf Beibehaltung des Deutschen als Verwaltungssprache, auf Selbstverwaltung sowie auf Befreiung vom Militärdienst umfasste. Diese Selbstbestimmungsrechte wurden 1871 durch Zar Alexander II. eingeschränkt und 1874 ganz aufgehoben, was zu einer Auswanderungswelle in die USA, Kanada, Brasilien und Argentinien (z. B. nach Provinz Entre Ríos, Zentrum und Südwesten der Provinz Buenos Aires, Provinz La Pampa) führte.
Am 19. Oktober 1918 entstand im heutigen Saratow/Wolgograd die Arbeitskommune der Wolgadeutschen. Es war das erste radikal sozialistische deutschsprachige Gemeinwesen.
Einschränkungen und Repressalien erfolgten bereits kurz nach Gründung der Sowjetunion, als Lenin den Wolgadeutschen die gesamte Getreideernte abnahm und ins Ausland verkaufte. Tausende von Wolgadeutschen starben 1921/22 infolge der dadurch verursachten Hungersnot.
1924 wurde die Autonome Sozialistische Sowjetrepublik der Wolgadeutschen geschaffen, nachdem das Gebiet bereits nach der Oktoberrevolution ab 1918 Autonomie erlangt hatte.
Die Wolgadeutsche Republik, die 1941 aufgelöst wurde, hatte etwa 600.000 Einwohner, wovon etwa zwei Drittel deutscher Abstammung waren.
Nach dem Angriff des Deutschen Reichs auf die Sowjetunion im Juni 1941 (Zweiter Weltkrieg) ließ Stalin das Präsidium des Obersten Sowjets der UdSSR am 28. August 1941 den Erlass „Über die Umsiedlung der im Wolgagebiet ansässigen Deutschen“ beschließen. Die etwa 400.000 verbliebenen Wolgadeutschen wurden der kollektiven Kollaboration beschuldigt, nach Sibirien und Zentralasien deportiert und dort in Arbeitslager der „Arbeitsarmee“ (Трудармия) gezwungen, wobei Tausende starben. Die meisten Russlanddeutschen (Männer und Frauen) wurden in der Zeit zwischen Oktober 1942 und Dezember 1943 „einberufen“.
Erst 1964 wurden sie – mit Einschränkungen – offiziell vom Vorwurf der Kollaboration befreit. (1964 endete die Ära Chruschtschow, die 1953 nach Stalins Tod begonnen hatte. Die Tauwetter-Periode währte von etwa 1956 bis 1964.) Die Reisefreiheit von 1972 erlaubte eine Rückkehr an die Wolga aber explizit nicht in die vor der Deportation bewohnte Siedlung. Erst beim Zerfall des Sozialismus wurde das möglich.
Die Bundesrepublik Deutschland ermöglichte den Wolgadeutschen seit den 1970er Jahren die Einreise und die Einbürgerung (siehe auch Bundesvertriebenengesetz). In Sibirien lebten im Jahre 2002 noch ca. 600.000 ethnische Deutsche, von denen viele Sibiriendeutsch als ihre Muttersprache angeben. Laut dem allrussischen Zensus von 2010 lebten in Russland ca. 400.000 ethnische Deutsche (34 Prozent weniger als im Jahr 2002), darunter Russlandmennoniten.
Das sogenannte Wolgadeutsch ist eine Mischung aus der Hochsprache und deutschen Dialekten.

## Bekannte Wolgadeutsche
Bekannte Wolgadeutsche sind:
- Philip Anschutz (* 1939), US-amerikanischer Unternehmer und Milliardär
- Sergio Denis, argentinischer Sänger
- Georg Dinges (1891–1932), deutsch-sowjetischer Gelehrter, Linguist und Ethnograph
- Andreas Dulson (1900–1973), deutsch-sowjetischer Sprachwissenschaftler, Dialektologe, Ethnograph
- Stanislav Güntner (* 1977), deutscher Regisseur des Kinofilms Nemez
- Jakob Hamm, ehemaliger Direktor einer Organisation zur Errichtung von Einrichtungen für deutsche Aussiedler in der Oblast Uljanowsk und Geschäftsmann
- Gabriel Heinze (* 1978), ehemaliger argentinischer Fußballspieler (wolgadeutsche Wurzeln väterlicherseits)
- Natty Hollmann (* 1938), argentinische Menschenrechtsaktivistin
- Dominik Hollmann (1899–1990), russlanddeutscher Dichter und Schriftsteller
- Josef Alois Kessler (1862–1933), russlanddeutscher Geistlicher, Titularerzbischof von Bosporus, gilt als letzter wolgadeutscher Bischof
- Cristina Fernández de Kirchner (* 1953), ehemalige Präsidentin Argentiniens (wolgadeutsche Wurzeln mütterlicherseits)
- Robert Korn, Historiker, Schriftsteller, Bundesvorsitzender der Landsmannschaft der Deutschen aus Russland e. V.
- Andreas Kramer, Dichter und Schriftsteller
- Anastassia Lauterbach (* 1972), russisch-deutsche Managerin
- August Lonsinger (1881–1953), deutsch-russischer Schriftsteller, Redakteur und Pädagoge
- Erika Müller-Hennig (1908–1985), deutsche Schriftstellerin
- Bernhard Ludwig von Platen (1733–1774), erster wolgadeutscher Dichter
- Igor Plewe (* 1958), deutsch-russischer Historiker, Politiker
- Wladimir Propp (1895–1970), russischer Folklorist
- Paul Rau (1897–1930), deutsch-russischer Archäologe und Volkskundler
- Boris Rauschenbach (1915–2001), russischer Physiker und Begründer der sowjetischen Raumfahrt
- Bruno Reiter (1941–2019), Politiker und Gelehrter, Biologe
- Eduard Rossel (* 1937), russischer Politiker
- Alfred Schnittke (1934–1998), russisch-deutscher Komponist und Pianist
- Viktor Schnittke (1937–1994), russisch-deutscher Dichter, Schriftsteller und Übersetzer
- Tanja Szewczenko (* 1977), deutsche Eiskunstläuferin, Schauspielerin, (hat eine russlanddeutsche Mutter)
- Carl Ferdinand von Wahlberg, Arzt, Schriftsteller
- Hugo Wormsbecher (1938–2024), deutsch-russischer Schriftsteller und Sprecher der Russlanddeutschen in Russland